# Европейска южна обсерватория
Европейската организация за астрономически изследвания в южното полукълбо, накратко Европейска южна обсерватория (на английски: European southern observatory, ESO), e междуправителствена организация, основана през 1962 г. от 5 европейски държави, а към 1 януари 2007 в нея членуват 13 държави.
Седалището на организацията се намира в Гархинг край Мюнхен, Германия, а телескопите на обсерваторията са разположени в Чили. Организацията е известна с конструирането и използването на първите телескопи снабдени със системи за активна и адаптивна оптика, като New Technology Telescope и Very Large Telescope.

## Ла Сия
Обсерваторията Ла Сия (La Silla) се намира на 2400 м надморска височина,  на изток от град Ла Серена. На това място са разположени много телескопи, но най-важните от тях са:
- 3.6 м телескоп, въведен в експлоатация през 1976 г.
- 2.2 м телескоп, въведен в експлоатация през 1984 г.
- New Technology Telescope (NTT), 3.5 м телескоп, въведен в експоатация през 1989 г. За този телескоп са изработени първите в света системи за активна оптика, [3] които по-късно са внедрени в VLT.

## Паранал
На връх Паранал (Cerro Paranal), в Андите, на 2600 м надморска височина, е разположена една от най-големите обсерватории на Земята, Very Large Telescope (VLT). VLT се състои от 4 телескопа, всеки с диаметър на огледалото 8,4 m, и три подвижни, помощни телескопи, всеки с диаметър от 1,8 m. Телескопите могат да действат и заедно, като интерферометър. Дадени са им имена на астрономически обекти на езика на местното индианско племе Мапуче.: Анту - Слънце, Кюйен - Луна, Мелипал - Южен кръст, и Йепун - Вечерница.
Благодарение на системите за активна и адаптивна оптика, които позволяват огледалата на телескопите леко да се накривяват, в зависимост от движенията на атмосферата, VLT наблюдава с висока разделителна способност (0,5 дъгови секунди), която може да се увеличи още повече, ако три от телескопите бъдат използвани едновременно за интерферометрични наблюдения.

## Проекти
В ESO се подготвят няколко амбициозни проекта за бъдещи телескопи, като най-важни от тях са ALMA, E-ELT и OWL.
Atacama Large Milimeter Array
В най-напреднала фаза е ALMA (Atacama Large Milimeter Array). ALMA ще се състои от 66 радиотелескопа, а работната дължина на вълната ще е от 0.3 до 10 mm. Телескопите ще могат да се местят в диапазон от 150 км, което ще позволи промяна на увеличението на телескопите. Очаква се ALMA да бъде завършена към 2013, като първите антени ще функционират от 2010.
European Extremely Large Telescope
Е-ELT (European Extremely Large Telescope) се очаква да бъде пуснат в действие в периода 2015-2020. Проектният диаметър на огледалото му е 42 м.
OWL
OWL е най-амбициозният от всички проекти, който се състои в произвеждането на телескоп с диаметър на огледалото 100 м. Проектът е в най-ранна фаза.

## Астрономи от ESO
- Катрин Сезарски
- Валентин Иванов